# Didam

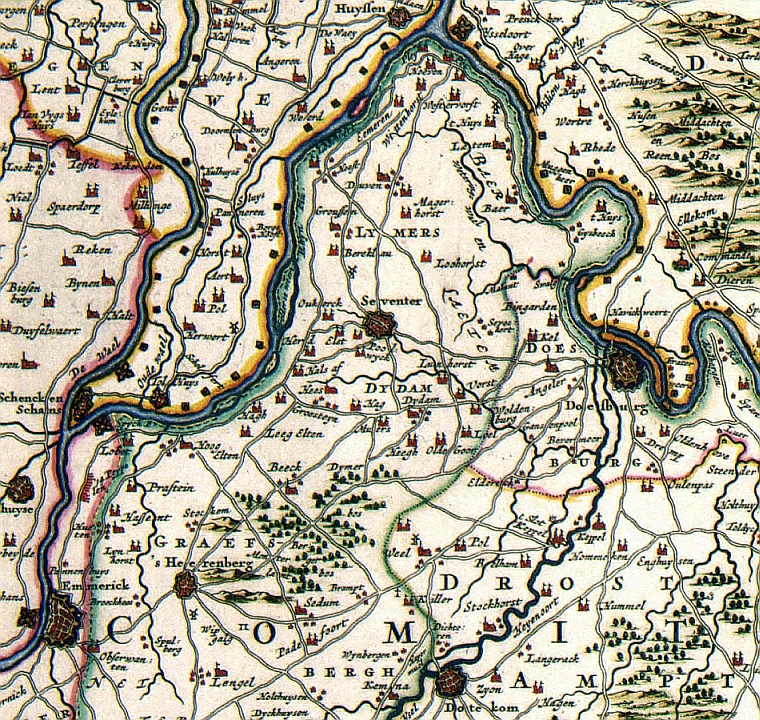
Dydam, 1681

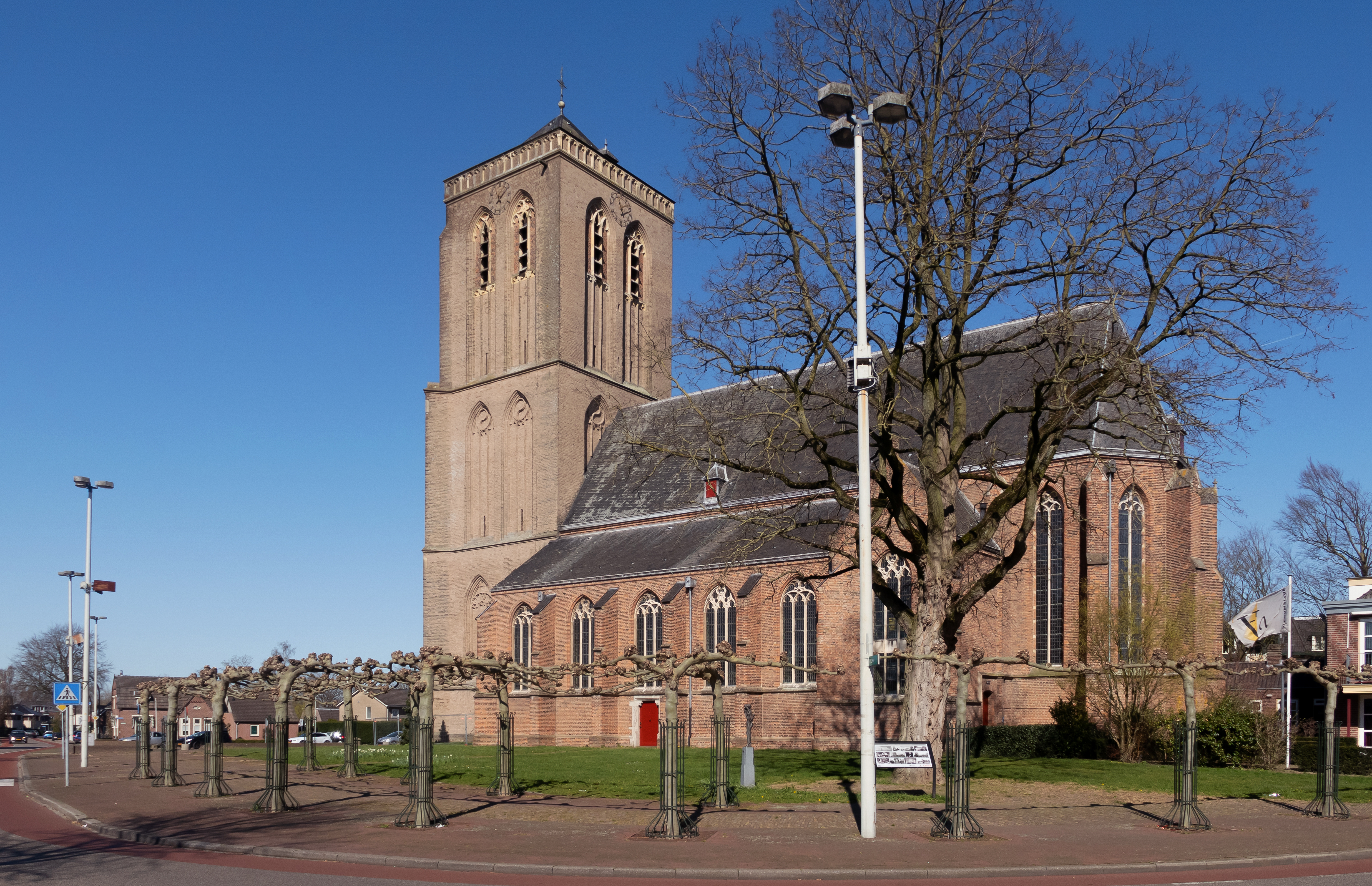
Didam, Mariakerk

Didam (Liemers: Diem) is een Nederlandse plaats in de gemeente Montferland, provincie Gelderland, regio Liemers. Didam was tot 1 januari 2005 een zelfstandige gemeente, maar ging daarna samen met Bergh op in de nieuw gevormde gemeente Montferland.

## Geschiedenis
Op de plek waar nu Didam ligt, bevond zich al in de Romeinse tijd een Germaanse nederzetting. De omgeving van Didam werd bewoond door Chamaven. Archeologisch onderzoek op het Kollenburg-terrein heeft een groot aantal Romeinse voorwerpen aan het licht gebracht. Er zijn munten gevonden van onder andere Nerva, Hadrianus, Antoninus Pius en een muntschat uit de vierde eeuw. Daarnaast zijn er ook beeldjes gevonden van de godin Minerva en een everzwijn. Ten zuiden van Didam in de buurtschap Oud-Dijk lag tot 1606 het kasteel Didam, bestuurszetel van de heerlijkheid Didam gelegen in het scholtambt van Liemers. In de buurtschap Greffelkamp lagen de kastelen Manhorst en Luynhorst, terwijl aan de westzijde van Didam de havezate Nevelhorst was gelegen. De havezate Overeng lag ten noorden van Didam, in het dorp Loil, waar ook het kasteel Huis Loil stond. De havezate De Heegh lag aan de oostzijde van het dorp.
Op 10 augustus 1925 trok een tornado over delen van Nederland. De verwoestingen die er door werden veroorzaakt staan bekend als de Stormramp van Borculo. Ook in Didam werden veel huizen door het natuurgeweld verwoest.

## Didam tijdens de Tweede Wereldoorlog
De "Duitse" overvalsploeg
Een van de allereerste oorlogshandelingen in Nederland vond in Didam plaats. In de vroege ochtend van 10 mei 1940 rond 2.00 uur werd een groep wielrijders in "Nederlandse" uniformen in het centrum van Didam bij een wegversperring op de Wilhelminastraat (ter hoogte van de Onze Lieve Vrouwekerk) tegengehouden. Het bleken Duitse militairen te zijn die op weg waren naar de brug over de IJssel bij Westervoort om deze te bezetten. Het voordoen als militair van een ander land is een oorlogsmisdrijf. De Abwehr onder leiding van Wilhelm Canaris had de leiding over deze operatie die op verschillende plekken in Nederland werd uitgevoerd.
De colonne was in Elten voorzien van fietsen, wapens en munitie door de SS-Standarte „Der Führer“. Deze doorkruiste het gebied waar nu de A12 ligt en kwamen bij de aspergeversperring aan. Die werd bewaakt door twee wachtposten onder leiding van de wachtcommandant Klaas Kaspers. Sergeant "Verkerk" (in werkelijkheid Cornelis Theodoor Pouw uit Elten),  had de leiding over de Duitse rijwielpatrouille en verzocht doorgang. Kaspers vertrouwde het echter niet vanwege de afwijkende uniformen en het onbekende type mitrailleurs. Na contact met het Compagnie Commandant 2-22 G.B. in Duiven kreeg hij de opdracht om de groep te ontwapenen. Er kwam versterking van soldaten die in de barak bij het Kerkepad lagen te slapen en een lichte mitrailleur M20 werd gereed gemaakt. Verkerk koos eieren voor zijn geld, liet de groep ontwapenen en gaf het Duitse beval "Zwei Gelid". De helmen blijken van karton te zijn en op een lichtkogel staat een Duitse handleiding.
De Duitse soldaten werden uiteindelijk in een autobus gestopt en afgevoerd. Via Zevenaar reed men naar de commandopost van 22e Grensbataljon in Westervoort. Ze reden zich echter vast op een door de Nederlanders vernielde brug op de Tatelaarweg, vlak bij de huidige A12 Carpoolplaats in Zevenaar. Een Duitse pantserwagen van Der Führer nam vervolgens de autobus onder vuur en de Duitsers werden bevrijd. Om 4.45 uur werden de bruggen van Westervoort tot ontploffing gebracht. De Duitse overval was mislukt door de ontmaskering in Didam.
Verblijfplaats van Hanns Albin Rauter
Hanns Albin Rauter, de Generalkommissar für das Sicherheitswesen en tevens Höhere SS-und Polizeiführer in het bezette Nederland in de Tweede Wereldoorlog, had tijdens de laatste maanden van zijn bewind zijn hoofdkwartier in Didam. Op 6 maart 1945 reed hij 's avonds vanuit Didam, via Zevenaar en Arnhem, richting Apeldoorn. Onderweg werd ter hoogte van Woeste Hoeve een aanslag op Rauter gepleegd.
Vermoorde Joodse bewoners
Gedurende de Holocaust zijn ten minste vijf Joodse Didammers vermoord in de vernietigingskampen Auschwitz en Sobibór.

## Activiteiten

### Schutterij
In Didam is een actief verenigingsleven. De plaats staat bekend als schuttersplaats en telt zeven schutterijen en schuttersgilden, die alle in juli/augustus een schuttersfeest vieren in hun eigen dorp/buurtschap. Op de zondag van het schuttersweekend komen alle schutterijen samen op het gemeenteplein voor een vendelhulde aan het gemeentebestuur. In Europa heeft de gemeente Montferland de meeste schutterijen. Daarnaast zijn er in Didam een aantal carnavalsverenigingen.

### Didam op stelten
Didam op stelten is een jaarlijks terugkerend evenement. Het stamt uit 1977, toen er een nieuw stationsgebouw werd geopend. Om dit te vieren werd de Spoorstraat afgesloten met slagbomen en werden er wedstrijden steltlopen gehouden waaraan ook burgemeester en wethouders deelnamen. Het wereldrecord op de 100 meter steltlopen staat, sinds 1992, op naam van de Didammer Roy Luiking. Zijn tijd was 13.01 seconden.

## Sport
Op 1 januari is de traditionele nieuwjaarsduik van het Oosten. Deze wordt gehouden in recreatieplas De Nevelhorst. In de voormalige gemeente Didam zijn drie voetbalverenigingen: SV Loil, DVC'26 en VV Sprinkhanen actief.
Daarnaast telt Didam nog een aantal andere sportverenigingen: DLKV (korfbal), Victoria (volleybal), DeDein (basketbal), Relax (tafeltennis), Badmintonclub Didam (badminton), Watervrienden (zwemsport), Triathliem (triatlon), Sportinstuif Gehandicaptensport de Liemers, JVO (Judo) en TVD Tennisvereniging Didam (tennis).

## Markthal
In 1950 werd begonnen met de bouw van de markthal, bedoeld als veemarkt, en dan met name de handel in varkens, en warenmarkt. Gemeentearchitect P.A.T. Smulders ontwierp de hal in de stijl van de Delftse School. Later is het gebouw nog uitgebreid. In 1974 kwam er een eind aan de veemarkt. De markthal wordt op vrijdag nog steeds gebruikt als warenmarkt. Verder zijn er evenementen als vlooienmarkt, kleindierenshow, concerten en kerstmarkt. Sinds 2007 is de markthal een gemeentelijk monument.

## Voorzieningen
Didam kent de volgende voorzieningen:
- Bibliotheek
- Gezondheidscentrum
- Winkelcentrum 'De Ent'
- Speelpark 'Het Eiland' ten zuidwesten van het dorp
- Recreatieplas 'De Nevelhorst' ten westen van het dorp

## Verkeer

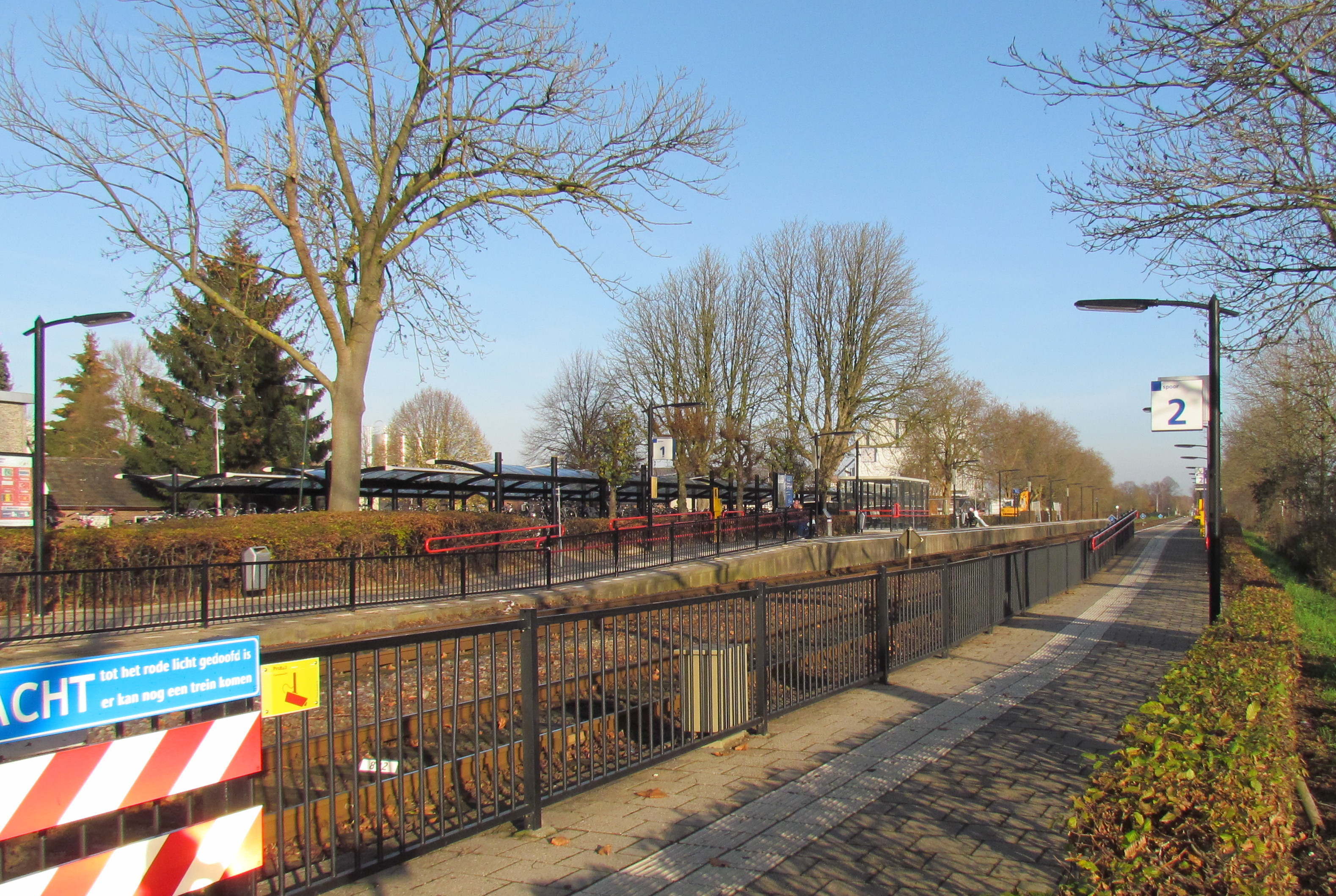
Station Didam

Station Didam ligt aan de spoorlijn Winterswijk - Zevenaar.
De volgende bus rijdt door Didam:
- Buurtbus 196: Nieuw-Dijk - Didam - 's-Heerenberg (vervoerbedrijf Arriva)

De snelwegen A12 en de A18 hebben beide een afrit richting Didam.

## Geboren in Didam

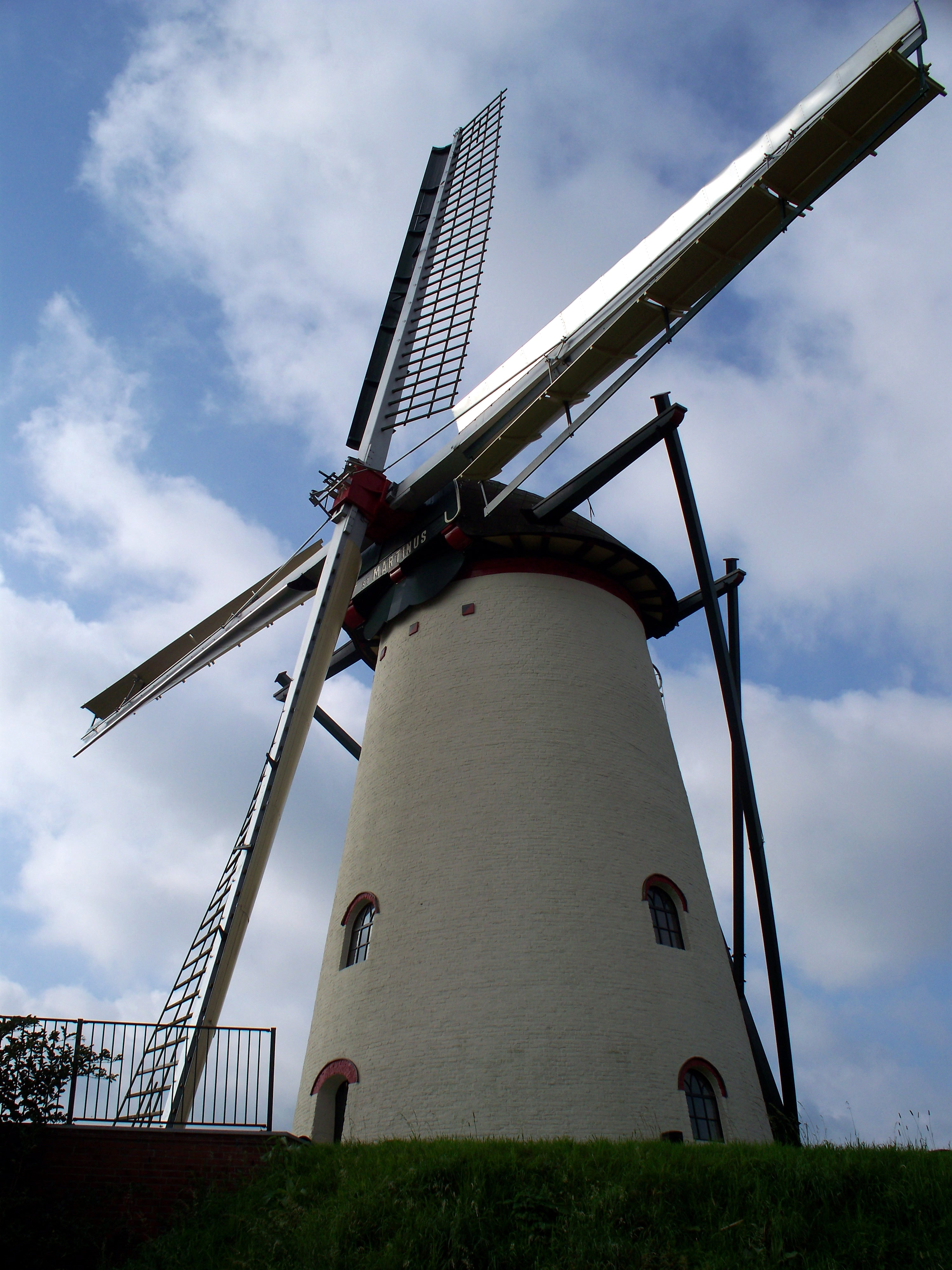
Molen Sint Martinus

- Hendrik Willem d'Erp tot Holt van Baerlo (1759-1820)
- Antoon Jan Marie van Nispen tot Pannerden (1914-1972), ambtenaar
- Jan ter Laak (1938-2009), omroeppastor, theoloog en vredesactivist
- Jos Som (1951), voormalig burgemeester van Kerkrade en Gulpen
- Theo Rasing (1953), hoogleraar experimentele natuurkunde, winnaar van de Spinozapremie
- Carel Lanters (1955), beeldend kunstenaar
- Ernie Brandts (1956), oud-voetballer
- Albert ter Heerdt (1960), scenarioschrijver en regisseur
- Geert Hammink (1969), basketballer
- Audrey Bolder (1970), actrice, cabaretière, zangeres, tekstschrijfster en regisseuse
- Bert Flier (1972), triatleet
- Geert-Jan Derksen (1975), Nederlands roeier
- Estée Strooker (1990), Nederlandse kok

## Aangrenzende plaatsen
| Aangrenzende plaatsen | Aangrenzende plaatsen | Aangrenzende plaatsen | Aangrenzende plaatsen | Aangrenzende plaatsen       |
| --------------------- | --------------------- | --------------------- | --------------------- | --------------------------- |
|                       |                       | Angerlo - Doesburg    |                       |                             |
|                       |                       |                       |                       |                             |
| Zevenaar - Arnhem     | Wehl - Doetinchem     |                       |                       |                             |
|                       |                       |                       |                       |                             |
|                       |                       | Babberich             |                       | 's-Heerenberg - Emmerik (D) |